# Neoproterozoic

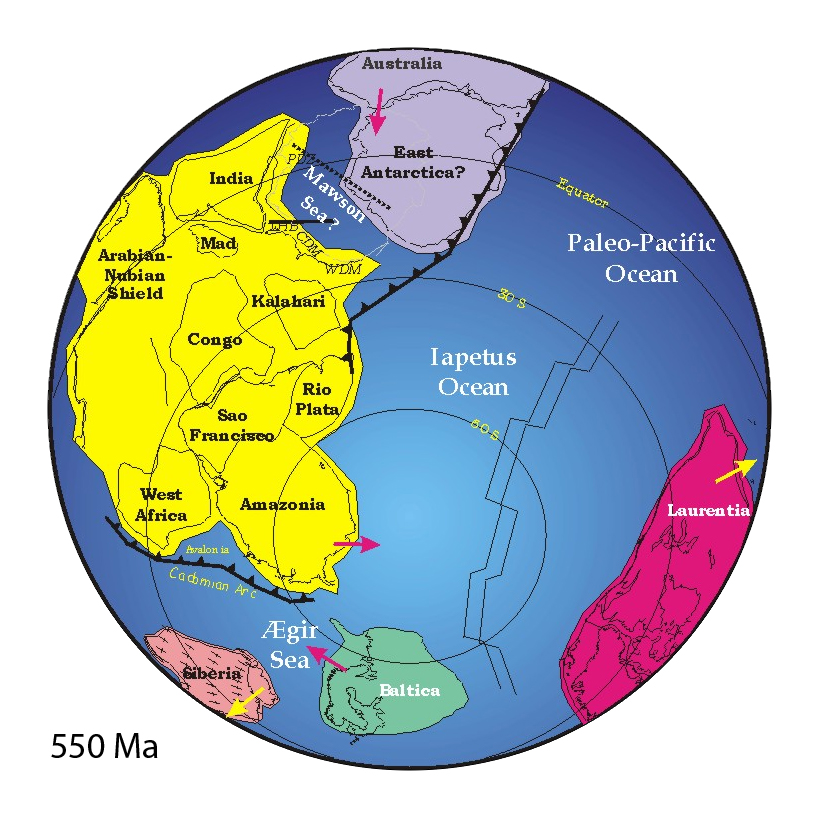
Poziția continentelor în urmă cu 550 de milioane de ani

Neoproterozoicul este a treia și ultima eră geologică a Proterozoicului și se întinde de la 1000 la 541 milioane de ani în urmă. Este ultima eră a Supereonului Precambrian și a Eonului Proterozoic; este împărțită în perioadele Tonian, Criogenian și Ediacaran. Este precedată de epoca Mesoproterozoică și a fost urmată de epoca Paleozoică.
Neoproterozoicul se întinde pe una dintre cele mai interesante perioade în materie geologică, în care Pământul a suferit cea mai severă glaciație cunoscută, când platformele glaciare au ajuns la ecuator formând un posibil "Pământ de zăpadă". Cele mai vechi fosile ale vieții multicelulare se găsesc în Ediacaran, inclusiv Ediacarani, care au fost cele mai timpurii animale. 
Potrivit lui Rino și colegilor săi, adunarea crustei continentale formată în orogeneza Pan-africană și orogeneza Grenville face Neoproterozoicul perioada istoriei Pământului care a produs cea mai mare crustă continentală.

## Caracteristici
Datele rămân imprecise, dar se consideră că această eră a fost supusă unor schimbări continentale complexe. Supercontinentul Rodinia a fost fragmentat în aproximativ opt bucăți distincte, implicând o fază activă de tectonică a plăcilor.
Se produc glaciațiuni severe, dintre care una s-a produs în urmă cu 750 milioane de ani iar cealaltă acum 600 de milioane de ani. În timpul celei mai recente, numită adesea glaciația Varanger, gheața a coborât până la ecuator, aducând globul într-o stare cunoscută sub denumirea "Pământ de zăpadă". Există o dezbatere cu privire la faptul dacă banchiza de gheața a coborât efectiv la ecuator sau dacă a existat o zonă maritimă liberă acolo.

## Subdiviziuni
Neoproterozoicul este alcătuit din trei perioade, ordonate de la cea mai recentă la cea mai veche:
- Ediacaran (635 la 542 milioane de ani în urmă)
- Criogenian (720 la 635 milioane de ani în urmă)
- Tonian (1000 la 720 milioane de ani în urmă)